# ワシーリー・カラファーティ
ワシーリー・パヴロヴィチ・カラファーティ（カラファティ、カラファーチ、カラファチなどとも、Васи́лий Па́влович Калафа́ти・英：Vasily Kalafati, *1869年2月10日 - †1942年3月20日）は、ロシア帝国末期およびソ連邦建国期の作曲家で音楽教師。

## 経歴
1986年にクリミアのイェフパトリヤにギリシャ系の教育者、実業家の家庭に生まれる。最初に音楽の教育を受けたのは8歳であった。ピアノを弾く一方で作曲も学んだ。
その後 サンクトペテルブルク音楽院のニコライ・リムスキー＝コルサコフの作曲クラスでまなび、1899年に卒業した。1906～1929年、カラファーティは同音楽院で対位法を教授した(1913年から教授)。彼の学生には、ボリス・アサフィエフ、ウゼイル・ハジベヨフ、ヘイノ・エッレル、ウラディーミル・シチェルバチョフ、マリア・ユーディナ、ヴラディミール・ツィビン、ロマノス・メリキャン、ビクトル・トランビツキー、ドミートリイ・ショスタコーヴィチなどがいる。

## 作曲作品
作曲様式は恩師リムスキー＝コルサコフに倣っており、音楽作品は未だにほとんど顧慮されてはいないが、それでも当時のロシアの重要な音楽教師であり、作曲家であった。作曲家としては次のような作品を残している。
- 歌劇《ジプシー》（プーシキン原作）
- 交響曲イ短調
- 交響詩《伝説》（シューベルト生誕100周年記念国際作曲コンテストの提出作品）
- 演奏会用序曲
- 管弦楽のためのポロネーズ
- 室内楽曲（複数）
- ピアノ曲（複数。とりわけ一連のピアノ・ソナタ）
- 歌曲（複数）

レニングラード包囲戦の展開中に死去した。